# 21391 Ротаннер
21391 Ротаннер (21391 Rotanner) — астероїд головного поясу, відкритий 20 березня 1998 року.
Тіссеранів параметр щодо Юпітера — 3,635.